# TuS Hamburg 1880
TuS Hamburg 1880 is een Duitse sportclub uit de stad Hamburg, in het stadsdeel Borgfelde. De club telt zo'n 400 leden in voetbal, tennis en vuistbal.

## Geschiedenis
De wortels van de club gaan terug naar het in 1880 opgerichte Rothenburgsorter Turnverein von 1880. Het eigenlijke TuS Hamburg 1880 ontstond op 22 maart 1947 na een fusie tussen SV Rothenburgsort 1880 en SK Komet 08. Rothenburgsort, uit het gelijknamige stadsdeel, speelde van 1918 tot 1937 met enkele onderbrekingen in de hoogste klasse. SK Komet, uit het stadsdeel Hammerbrook, speelde van 1937 tot 1945 een aantal seizoenen in de hoogste klasse.
De fusieclub plaatste zich niet voor de nieuwe Oberliga Nord die nu de hoogste klasse werd. De club speelde tot 1954 in de Amateurliga Hamburg, de tweede klasse, en degradeerde dan. In 1964 promoveerde de club terug naar de Amateurliga, maar door de invoering van de Bundesliga een jaar eerder was dit nog maar de derde klasse. In 1967 degradeerde de club. TuS keerde nog terug voor seizoen 1968/69 maar zonk dan weg naar de lagere reeksen.